# Kik Pierie
Kik Pierie (Boston, Estados Unidos, 20 de julio de 2000) es un futbolista neerlandés que juega de defensa en el Excelsior Róterdam de la Eredivisie.

## Biografía
Es hermano del exjugador Stijn Pierie.

## Selección nacional
Ha sido internacional con las categorías inferiores de Países Bajos.

## Estadísticas

### Clubes
Actualizado al último partido disputado el 8 de noviembre de 2024.
| Club                               | Div.          | Temporada     | Liga  | Liga  | Copas nacionales | Copas nacionales | Copas internacionales | Copas internacionales | Total | Total |
| Club                               | Div.          | Temporada     | Part. | Goles | Part.            | Goles            | Part.                 | Goles                 | Part. | Goles |
| ---------------------------------- | ------------- | ------------- | ----- | ----- | ---------------- | ---------------- | --------------------- | --------------------- | ----- | ----- |
| S. C. Heerenveen · Países Bajos    | 1.ª           | 2016-17       | 2     | 0     | 0                | 0                | —                     | —                     | 2     | 0     |
| S. C. Heerenveen · Países Bajos    | 1.ª           | 2017-18       | 33    | 0     | 1                | 0                | —                     | —                     | 34    | 0     |
| S. C. Heerenveen · Países Bajos    | 1.ª           | 2018-19       | 31    | 2     | 4                | 0                | —                     | —                     | 35    | 2     |
| S. C. Heerenveen · Países Bajos    | Total club    | Total club    | 66    | 2     | 5                | 0                | 0                     | 0                     | 71    | 2     |
| Jong Ajax · Países Bajos           | 2.ª           | 2019-20       | 22    | 1     | —                | —                | —                     | —                     | 22    | 1     |
| F. C. Twente · Países Bajos        | 1.ª           | 2020-21       | 24    | 0     | —                | —                | —                     | —                     | 24    | 0     |
| F. C. Twente · Países Bajos        | 1.ª           | 2021-22       | 3     | 0     | —                | —                | —                     | —                     | 3     | 0     |
| F. C. Twente · Países Bajos        | Total club    | Total club    | 27    | 0     | 0                | 0                | 0                     | 0                     | 27    | 0     |
| Jong Ajax · Países Bajos           | 2.ª           | 2022-23       | 15    | 1     | —                | —                | —                     | —                     | 15    | 1     |
| Jong Ajax · Países Bajos           | Total club    | Total club    | 37    | 2     | 0                | 0                | 0                     | 0                     | 37    | 2     |
| Excelsior Rotterdam · Países Bajos | 1.ª           | 2022-23       | 7     | 1     | 0                | 0                | —                     | —                     | 7     | 1     |
| Excelsior Rotterdam · Países Bajos | 1.ª           | 2023-24       | 5     | 1     | 0                | 0                | —                     | —                     | 5     | 1     |
| Excelsior Rotterdam · Países Bajos | 2.ª           | 2024-25       | 4     | 0     | 0                | 0                | —                     | —                     | 4     | 0     |
| Excelsior Rotterdam · Países Bajos | Total club    | Total club    | 16    | 2     | 0                | 0                | 0                     | 0                     | 16    | 2     |
| Total carrera                      | Total carrera | Total carrera | 136   | 6     | 5                | 0                | 0                     | 0                     | 141   | 6     |

## Palmarés

### Títulos nacionales
| Título                        | Club          | País         | Año  |
| ----------------------------- | ------------- | ------------ | ---- |
| Supercopa de los Países Bajos | A. F. C. Ajax | Países Bajos | 2019 |